# Hetalia: Axis Powers
Hetalia: Axis Powers (jap. Axis Powers ヘタリア, Axis Powers Hetaria) ist ein Web-Manga von Hidekazu Himaruya, der seit 2006 erscheint und auch als Web-Anime adaptiert wurde. Der Name Hetalia ist ein Kofferwort aus hetare (へタレ), japanisch für „feige/nutzlos“ und Italia (イタリア) – Italien. Es ist eine Historien-Parodie mit personifizierten Nationen, mit Schwerpunkt auf den Achsenmächten und den Alliierten sowie weiteren historischen Ereignissen, die als soziale Interaktionen der niedlichen, fast immer männlichen Figuren erzählt werden. Die Charaktereigenschaften der über 40 Staaten in Menschenform basieren meist auf Klischees.

## Inhalt
Hetalia erzählt in episodenhaften Ausschnitten von Geschichte, Politik, Wirtschaft und Tourismus verschiedener Länder, meist stark übertrieben oder satirisch überzeichnet. Die als Protagonisten in Menschenform dienenden Staaten erfüllen hierbei je nach Bedarf die Rolle des ganzen Landes in politischen Angelegenheiten, eines Soldaten oder Arbeiters aus dem jeweiligen Land, der von meist namen- und gesichtslosen Vorgesetzten Anweisungen erhält, eines Touristen auf Auslandsreise bzw. Touristenführers oder auch nur eines Vorzeige-Staatsbürgers. So kann es geschehen, dass die Protagonisten in einer Episode in Afrika während des Zweiten Weltkrieges kämpfen, in der nächsten Episode einem Touristen ihr Land zeigen und in der dritten wiederum als Abgeordnete eine Konferenz der Vereinten Nationen besuchen. Ein weiterer Handlungsstrang ist Chibitalia, das während der Kindheit der europäischen Länder im Mittelalter spielt und von der Liebe des Heiligen Römischen Reiches zu Italien handelt.
Auf Gewaltdarstellung wird in Hetalia größtenteils verzichtet. Kriege werden nur im Rahmen politischer oder belustigender Geschehnisse behandelt, die sich meistens auf die Kampfkraft der Italiener während der Weltkriege beziehen. Ebenso wird auf etwaige Schurkenstaaten verzichtet und Unannehmlichkeiten oder Streite mit den Charaktereigenschaften der Beteiligten verklärt.

## Charaktere
Die Charaktere wurden innerhalb der offiziellen Werke nach den Ländern benannt, deren Charakter sie vertreten sollen. In Fan-Werken werden dagegen oft Personennamen verwendet, die Himaruya selbst auf seiner Website vorgeschlagen hatte. Darunter Feliciano Vargas für Italien, Ludwig für Deutschland und Kiku Honda für Japan.

### Achsenmächte

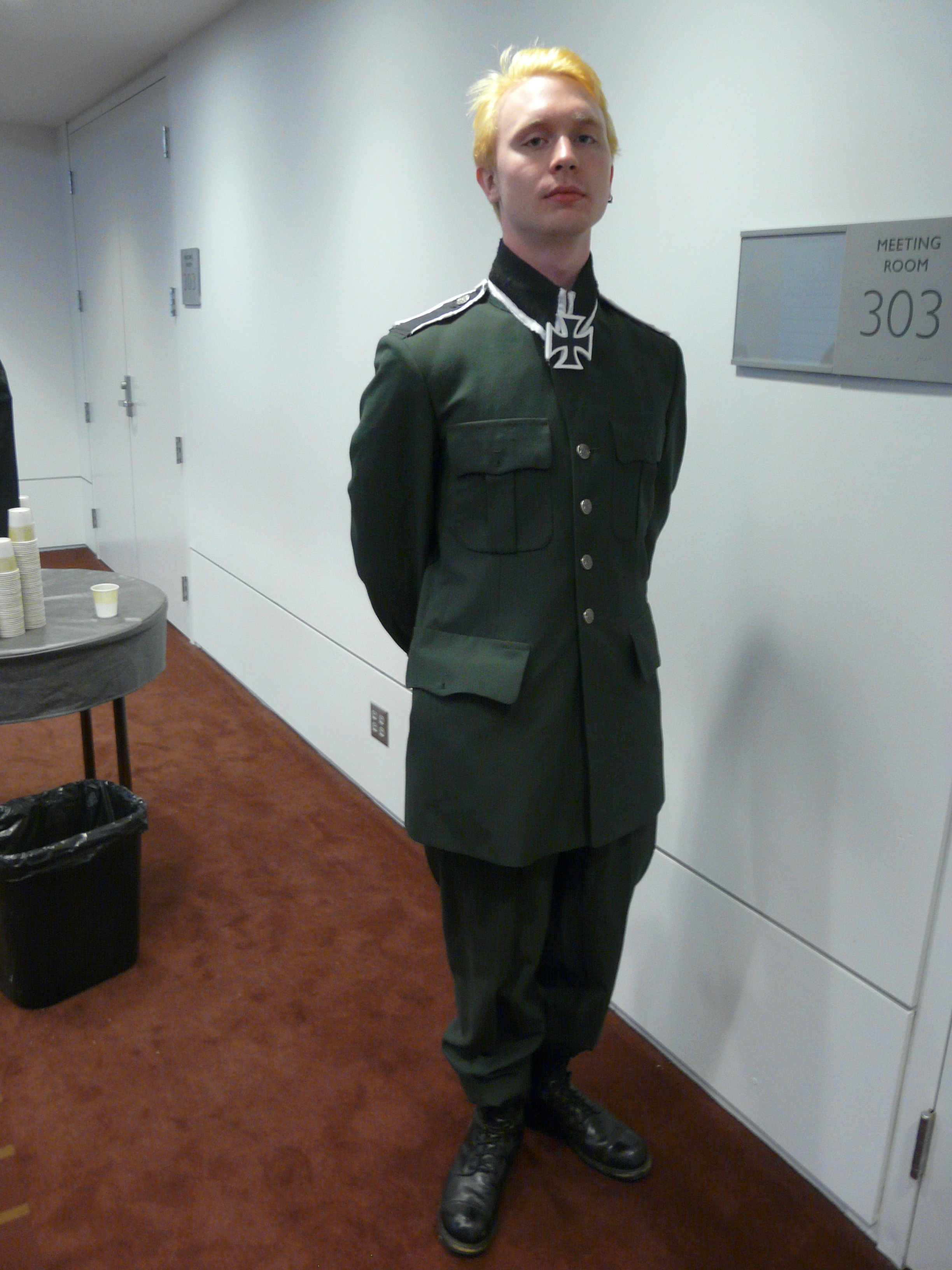
Cosplayer als Deutschland

Italien (イタリア, Itaria)
(Nord-)Italien ist der Urenkel von Roma Antiqua, des mächtigsten Landes, das jemals existierte, jedoch irgendwann spurlos verschwand. Er ist ziemlich naiv, feige und faul und schwenkt bereits beim kleinsten Anzeichen von Gefahr die weiße Flagge oder läuft davon. Seine Lieblingsgerichte sind Pizza und Pasta. Als Kind (Chibitalia) wuchs er bei Österreich auf. Sein älterer Bruder ist Italia Romano (Süditalien), der bei Spanien groß geworden ist. Markenzeichen sind seine linke Haarlocke und seine stets geschlossenen Augen. Wenn sich Italien freut, ruft er meist „Vee~“.
Deutschland (ドイツ, Doitsu)
Deutschland ist ein seriöser und tüchtiger Mann, der viel Wert auf Ordnung und Regeln legt. Trotz seiner Strenge steht er Italien relativ nahe und vergibt ihm, dass er ihm immer wieder aus der Patsche helfen muss. Er hat zurückgekämmtes, blondes Haar und blaue Augen und ist der größte von den Achsenmächten. Oft leidet er unter dem Druck, dass sich alle Welt auf ihn verlässt. Am liebsten isst er Wurst und Kartoffeln und trinkt Bier. Sein älterer Bruder ist Preußen, der weitaus kampfeslustiger ist und stark zur Selbstverherrlichung neigt, außerdem verbindet ihn eine gemeinsame Geschichte mit Österreich, einem exzentrischen Künstler und Musiker. Häufig in Preußens oder Österreichs Nähe ist zudem Ungarn anzutreffen, eine wilde, aber ständig besorgte Kämpferin.
Japan (日本, Nihon)
Japan ist ein schüchterner und höflicher junger Mann, der mit seinen Verbündeten leicht überfordert ist. Er möchte seine Traditionen beibehalten und sich Italien und Deutschland nicht anpassen. Obwohl Japan sehr jung aussieht, ist er mit über 1000 Jahren der Älteste unter den Achsenmächten. Seine Lieblingsbeschäftigung ist, sich die verschiedenen Blumen der jeweiligen Jahreszeit anzuschauen, er ist ein großer Tierliebhaber und trägt häufig ein Katana mit sich. Im Laufe der Serie freundet er sich mit immer mehr Nationen wie Amerika, Griechenland oder England an. Seine Präfekturen, darunter Osaka, dienen ihm häufig wie Angestellte.

### Alliierte
Amerika (アメリカ, Amerika)
Als sehr junge Nation strotzt Amerika vor Energie und will immer der Anführer sein. England hat ihn zwar großgezogen, aber sie stehen sich nicht besonders nahe, seit Amerika seine Unabhängigkeit erlangte. Er liebt Helden, Gerechtigkeit, Freiheit und sein Lieblingsessen: Hamburger. Seine Lieblingsbeschäftigungen sind spielen, Filme drehen und Horrorfilme ansehen, obwohl diese ihm höllische Angst bereiten. Amerika ist sehr egozentrisch und bringt seinen Bruder Kanada häufig in Probleme. Sein größtes Problem ist der Mangel an Planung, da er immer ohne Nachzudenken mit dem Kopf durch die Wand stürmt und so mehr Probleme verursacht als löst. Als Haustier hält er ein Alien namens „Tony“. Sein Merkmal ist eine Stehlocke.
Vereinigtes Königreich/England (イギリス, Igirisu)
Auch wenn er sich immer wieder mit Frankreich streitet und früher ein Pirat war, ist England jetzt ein Gentleman. Amerika ist bei ihm aufgewachsen und hat viel von ihm gelernt. Er kocht schlecht, und man kann sich oft nicht auf ihn verlassen. Besonders ist noch an ihm, dass er wohl neben Norwegen und Rumänien der Einzige ist, der Fabelwesen wie Feen und Geister sehen kann und sich häufig mit Magie beschäftigt, wofür er von den Anderen meist für verrückt gehalten wird. Als weiteres Merkmal besitzt er ziemlich große Augenbrauen. Zwar sieht er sich selber als Gentleman, lässt sich jedoch auf wenig vornehme Weise besonders von Amerika und Frankreich schnell zur Weißglut treiben. Sein kleiner Bruder ist Sealand.
Frankreich (フランス, Furansu)
Frankreich ist ein sorgloser und romantischer Typ, der zur Melodramatik neigt, besonders wenn er an seine Siege in den vergangenen Jahrhunderten denkt. Er war lange Zeit mit England verfeindet, doch wollte er ein Bündnis mit ihm, um nicht zu sterben. Er hat immer eine Rose bei sich, um seine eigene Schönheit zu unterstreichen. Frankreich trägt blondes, schulterlanges Haar und einen Stoppelbart. Zu seinen Hobbys gehören kochen, Tourismus, streiken, Wein trinken und flirten – sowohl mit Frauen als auch mit Männern. Ihm wird ein Hang zum Perversen zugesprochen, da er manchmal gerne nackt, höchstens mit Rosen-Lendenschurz bekleidet, herumläuft.
Volksrepublik China (中国, Chūgoku)
China ist mit 4000 Jahren eine der ältesten Nationen. Er hat Japan in einem Bambuswald entdeckt und aufgezogen, der aber hat ihn dann Jahre danach kaltblütig betrogen und ihm mit seinem Schwert eine Wunde am Rücken zugefügt. Er ist ein großer Fan von „Hello Kitty“ und trägt gern einen Panda mit sich. Seine Sätze beendet China meistens mit dem Wörtchen „aru“. Seine westlichen Kameraden erscheinen ihm häufig fremd. Er trägt ein typisch chinesisches Gewand oder Uniform und lange Haare, die er als Pferdeschwanz trägt. Zudem ist China sehr stark, da er alle Kampfsportarten beherrscht und Wokutensilien als Waffen zu nutzen weiß. Er ist auch ein guter Koch aber vertreibt nebenbei auch mysteriöse Medizin. Als besonders bevölkerungsreiches Land besitzt er zudem eine große Anzahl an mehr oder weniger loyalen Untergebenen, darunter Hongkong und Macau.
Russland (ロシア, Roshia)
Russland ist die größte von allen Nationen. Er sieht zwar unschuldig aus, hat aber die „Grausamkeit eines Kindes“, was darauf zurückzuführen sein mag, dass er als Kind gemobbt wurde. Er liebt Wodka und Sonnenblumen. Seine zwei Schwestern sind Belarus und Ukraine. Er trägt einen Schal, den er nie auszieht, und wohnt in einer großen Villa, die er früher mit der ganzen UdSSR teilte. Er hat Angst vor Belarus, weil diese in ihn vernarrt ist und ihn heiraten will. Als Drohgebärde hält er manchmal ein langes Wasserhahnrohr in der Hand. Wenn Russland sehr wütend ist, gibt er die Laute „Kolkolkol“ von sich. Auch wenn er sehr furchteinflößend erscheint, versucht Russland doch immer wieder Freunde zu finden, was ihm aber nie so richtig gelingt. Seine Lieblingsopfer und zeitweise Vasallen sind die baltischen Brüder Estland, Lettland und Litauen.

## Konzeption
Fast alle Charaktere und alle der häufig auftretenden Charaktere sind männlich. Die Nationen werden verniedlichte Jugendliche beziehungsweise attraktiv als Bishōnen dargestellt, in Rückblicken auch als Kinder in Form von Chibi-Figuren. Neben Niedlichkeit ist Ungeschicklichkeit oder Unfähigkeit ein bei den meisten gezeigter Charakterzug. Die wechselnden Geschichten hängen nicht direkt zusammen, springen in der Weltgeschichte vor und zurück und beschäftigen sich neben historischen Ereignissen auch mit modernen Feiertagen oder Ereignissen. In die Erzählungen sind immer wieder historische Fakten, oft in Form von Fußnoten erklärt, eingewoben, die in der Umsetzung als soziale Interaktion der Charaktere satirisch dargestellt werden.
Schwerpunkt der Geschichten sind Interaktionen zwischen europäischen Staaten und Amerika sowie dieser Staaten mit Japan. Internationale Konflikte werden als persönliche oder intime, oft eher kindliche Streits zwischen den Figuren dargestellt.

## Entstehung und Veröffentlichung
Der Manga entstand während Hidekazu Himaruya in New York Kunst studierte und wird von ihm seit Sommer 2006 als Webcomic in Form von Yonkoma und Kurzgeschichten auf seiner Homepage veröffentlicht. Viele der verwendeten Stereotype entstammen Himaruyas Gesprächen mit anderen Studenten während seiner Zeit in New York. Weitere Inspirationen kamen vom japanischen Imageboard 2chan über Krieg und Militär, vor allem in Bezug auf die Schwäche Italiens im Zweiten Weltkrieg. Von 2008 bis Oktober 2013 veröffentlichte der Verlag Gentosha sechs Bände mit gesammelten Kapiteln. Dafür wurde bereits zuvor online veröffentlichtes Material überarbeitet, um die eine nachvollziehbare Hauptgeschichte zu etablieren und die Bilder dem veränderten Zeichenstil von Hidekazu Himaruya anzupassen. Seit September 2014 erscheint im Online-Magazin Shonen Jump+ die Fortsetzung Hetalia World Stars, die vom Verlag Shueisha auch in bisher acht Sammelbänden herausgegeben wurde. Zur Serie erschienen außerdem die Artbooks Hetalia – Arte Stella und deren kleinformatige Neuauflage Hetalia – Arte Stella Piccolo.
Auf Deutsch erschien der Manga komplett von März 2012 bis Juli 2014 bei Tokyopop. Im Januar 2013 erschien auch das Artbook Hetalia – Arte Stella. Seit Dezember 2015 folgt beim gleichen Verlag Hetalia World Stars mit bislang sechs Bänden (Stand: Februar 2025). Die erste Serie erschien auch auf Spanisch, Englisch, Polnisch, Portugiesisch und Chinesisch. Der chinesische Verleger Tong Li Publishing bringt auch die Fortsetzung heraus.

## Adaptionen

### Anime
Die Serie, ursprünglich aus 26 Folgen zu je fünf Minuten bestehend, wurde 2009 von Studio Deen produziert. Regie führte Bob Shirohata und Hauptautor war Takuya Hiramitsu. Das Charakterdesign entwarf Masaaki Kannan und Mika Nomura war als Produzent verantwortlich. Die Serie war zunächst als Fernsehserie geplant. Nach einer Petition und offiziellen Protesten aus Südkorea gegen die Darstellung Südkoreas im Manga wurde die Serie nur als Web-Anime für Mobiltelefone und im Internet über Streaming veröffentlicht. Ein Auftreten Südkoreas war für die Anime-Version nicht geplant. Start war am 24. Januar 2009. Im Sommer 2009 folgte eine zweite Staffel mit weiteren 26 Folgen. Im März 2010 wurden unter dem Titel Hetalia: World Series weitere 48 Folgen veröffentlicht. Später erschienen noch 3 weitere Folgen.
Zwischen der 2. und 3. Staffel wurde am 12. März 2010 ein Director’s Cut einer Episode als Special ausgestrahlt. Diese war auch auf mit zwei zusätzlichen Extrafolgen – eine davon ein Zusammenschnitt von Chibitalia-Szenen aus der ersten Staffel – auf der Hetalia Fan Disk vom 25. Mai 2010 enthalten. Eine weitere Staffel Hetalia: The Beautiful World mit 20 Folgen wurde vom 25. Januar bis 21. Juni 2013 auf Animate TV gestreamt sowie dessen Fortsetzung Hetalia: The World Twinkle mit 15 Folgen ab dem 3. Juli 2015 auf Docomo Anime Store. Regie bei diesen Web-Anime führte Hiroshi Watanabe.
Eine deutsch untertitelte Fassung aller vier Staffeln wurde von der Plattform Viewster 2015 per Streaming veröffentlicht. Funimation Entertainment streamte eine englische Fassung der Serie, außerdem gibt es Fassungen in Chinesisch, Tagalog, Italienisch und Französisch. Ebenso wurde World Series in mehrere Sprachen übersetzt, The Beautiful World nur ins Englische und Tagalog. Zu The World Twinkle entstand eine englische Synchronfassung.

#### Musik
Das Abspannlied Marukaite Chikyū (dt. „Zeichne einen Kreis, das ist die Erde“) wird in den meisten Folgen von Daisuke Namikawa gesungen. Es gibt noch weitere Versionen des Liedes, immer von einem anderen Land gesungen. Ab Folge 62 erscheint als Abspannlied Hatafutte Parade (dt. „Flagge-Wedel-Parade“), die ebenfalls von Italiens Sprecher Daisuke Namikawa gesungen wird und genauso mehrere Versionen gibt. Ab Folge 100 ist das Abspannlied Mawaru Chikyuu Rondo. Dieses Lied wird ebenfalls von Italiens Synchronsprecher gesungen, jedoch gibt es hiervon ebenfalls mehrere Versionen.

#### Synchronisation
| Rolle                              | Japanische Stimme (Seiyū) |
| ---------------------------------- | ------------------------- |
| Italien (Nord- und Süditalien)     | Daisuke Namikawa          |
| Deutschland                        | Hiroki Yasumoto           |
| Japan                              | Hiroki Takahashi          |
| Amerika                            | Katsuyuki Konishi         |
| Vereinigtes Königreich/England     | Noriaki Sugiyama          |
| Frankreich                         | Masaya Onosaka            |
| Russland                           | Yasuhiro Takato           |
| China, Erzähler                    | Yuki Kaida                |
| Schweiz                            | Romi Paku                 |
| Österreich                         | Akira Sasanuma            |
| Ungarn                             | Michiko Neya              |
| Liechtenstein                      | Rie Kugimiya              |
| Polen                              | Kazutada Tanaka           |
| Spanien                            | Go Inoue                  |
| Preußen, Griechenland, und Estland | Atsushi Kousaka           |
| Sealand                            | Ai Orikasa                |
| Chibitalia                         | Aki Kanada                |
| Heiliges Römisches Reich           | Jun Konno                 |

### Hörspiele
Zu Hetalia: Axis Powers erschien seit August 2008 auch eine Reihe von Hörspielen auf CD in bisher neun Teilen. Zudem gibt es auch Charakter-CDs mit Charaktersongs jeder Nation der Achsenmächte und der Alliierten, die vom jeweiligen Synchronsprecher gesungen werden.

### Film
Am 5. Juni 2010 kam in Japan ein Animefilm zum Manga in die Kinos. Der Film mit dem Titel Ginmaku Hetalia: Axis Powers: Paint it, White (Shiroku Nure!) (銀幕ヘタリア Axis Powers Paint it, White (白くぬれ!)) wurde von Studio Deen produziert. Der Film erzählt eine eigens für diese Produktion geschriebene Geschichte und dreht sich um eine Invasion der Erde durch Außerirdische, die ihren Opfern die Identitäten rauben und sie zu farb- und gesichtslosen Comic-Figuren machen. Nachdem alle Waffen des Menschen versagt haben, gelingt es den Ländern jedoch, die Invasoren für ihre Kulturen und Individualität zu begeistern, und somit das Ende abzuwenden.

### Videospiel
Am 24. März 2011 erschien mit Gakuen Hetalia Portable (学園ヘタリア Portable) ein Spiel zu Hetalia für die PlayStation Portable. Das Spiel wurde entwickelt von Otomate und veröffentlicht von Idea Factory.

### Musicals
Im Dezember 2015 wurde erstmals eine Musical-Adaption des Mangas aufgeführt. Bei der Inszenierung im Zepp Blue Theater Roppongi Regie führte Kōtarō Yoshitani und das Skript schrieb Yūsei Naruse. Beide waren auch verantwortlich für das zweite Musical, das im November 2016 im Theatre 1010 in Tokio und dem Morinomiya Piloti Hall in Osaka gezeigt wurde. Im Juli 2017 folgte ein drittes Stück in der NHK Osaka Hall und im Theatre 1010. Im März 2018 wurde schließlich das vierte und laut Ankündigung letzte Musical in der Makuhari Messe vorgeführt, erneut mit Kōtarō Yoshitani als Regisseur.

### Merchandise
Wie für viele andere Anime- und Manga-Franchises erschien zu Hetalia eine Reihe an Merchandise-Artikeln. Dazu zählen Figuren, an Automaten verkaufte Getränke, Purikura-Automaten und Anhänger.

## Rezeption

### Erfolg
Der Webmanga war in Japan schnell ein Erfolg und setzt sich damit von früheren Serie mit Personifizierungen von Staaten ab, die wie Afghanis-tan eher mäßig erfolgreich und umstritten waren. Der Erfolg im Internet führte zur Lizenzierung beim Verlag Gentosha 2008 und der zweite Band verkaufte sich in Japan in der ersten Woche über 100.000 mal. Bis 2009 verkauften sich die ersten beiden Bände zusammen über 700.000 mal. Der vierte Band der Fortsetzung Hetalia World Stars verkaufte sich 2017 in den ersten beiden Wochen fast 40.000 mal. Allein bis 2011 verkauften sich die bis dahin erschienenen Bände zusammengenommen 2 Millionen Mal.

### Fanszene und Reaktionen
Die Serie fand insbesondere in der japanischen und internationalen Yaoi-Fanszene schnell eine große Anhängerschaft. Fans sind vor allem jugendliche Mädchen und junge Frauen. Besonders ab 2010 entstanden tausende Fanprodukte wie Dōjinshi (Fan-Manga) und Fanfictions. Auch unter Cosplayern wurde Hetalia sehr beliebt, sodass sie auf Veranstaltungen der Anime- und Mangaszene und in Szenevierteln große Präsenz hatte, besonders im Yaoi-Szeneviertel Otome-Road in Ikebukuro. Auf der wichtigsten Fanmesse Comic Market im Sommer 2010 war Hetalia mit 1.586 Fanzirkeln die zweitbeliebteste Serie. Unter den weiblichen Fans war Hetalia von 2009 bis 2011 das beliebteste Franchise. Die zusätzlich stattfindenden Veranstaltungen zu Hetalia allein hatten zwischen 1.000 und 10.000 Besucher, fast ausschließlich Frauen. Ähnliches stellte sich schon ab 2009 auch in der internationalen Mangaszene ein. Am 24. Oktober 2009 fand ein internationaler „Axis Powers Hetalia Day“ mit 160 Veranstaltungen weltweit statt. Diese schnelle internationale Entwicklung der Fanszene geschah vor allem durch Verbreitung von Fanübersetzungen und Scanlations; die offiziell verlegten Übersetzungen folgten erst Jahre später. Die Fanszene zeigt sich dabei kaum nach außen, sondern auf Fanveranstaltungen, was zum einen in vielen Subkulturen, gerade zum Genre Yaoi üblich ist, auch wegen der fast ausschließlich weiblichen Anhängerschaft und der vorherrschenden, männlich-homoerotischen Färbung der Fanwerke. Auf japanbezogenen Fan-Veranstaltungen dagegen sind Hetalia-Fans beispielsweise durch Cosplay und große Flaggen der personifizierten Nationen sehr auffällig.
Aufmerksamkeit von außerhalb der Fanszene erhielt die Serie nur wenig, vor allem aber durch den Protest aus Südkorea gegen die klischeehafte Darstellung Koreas. Als eine Fernsehausstrahlung des Animes angekündigt wurde, wurde von südkoreanischen eine Petition mit schließlich 17.000 Unterschriften gegen die Serie initiiert. Jeong Mi-Kyeong, Abgeordnete der konservativen Partei, brachte den Protest ins Parlament und bezeichnete Hetalia als „kriminellen Akt“, „Beleidigung für das koreanische Volk“ und forderte diplomatische Konsequenzen sowie ein Gesetz zum Umgang mit der Serie als Angriff auf die Nation. Hauptgegenstand der Kritik war eine Folge des Webmangas, in dem Korea davon besessen ist, Japans Brüste anzufassen, was Japan nicht zulassen will. Die Brüste Japans stehen für die zwischen Japan und Südkorea umstrittenen Liancourt-Felsen. Daneben wurde die Serie selbst als auch die Fanszene in Onlinemedien und Kommentaren häufig für ihren sorglosen Umgang mit historischen Ereignissen und nationalen Symbolen kritisiert, insbesondere das völlige Ausblenden von im Zweiten Weltkrieg begangenen Verbrechen und die Verwendung von Symbolen aus dieser Zeit durch Cosplayer. Diese Kritik wurde auch von Seiten der sich mit Hetalia beschäftigenden Kulturwissenschaftler wiederholt. Zwar habe die Serie ein gewisses satirisches Potential, habe jedoch außer Klischees kein Ziel der Satire, da negative Teile der Geschichte ausgeklammert bleiben, und nur sehr einfach gestrickte Charaktere. In der Fanszene besteht dabei ein Bewusstsein für diese Problematik. So gab es einen Aufschrei von Kritik gerade aus der Fanszene, als einige Cosplayer 2010 für ein Foto den Hitlergruß zeigten. Für Fantreffen bestehen Regeln, keine Symbole beispielsweise des Faschismus zu tragen und sich von politischem Extremismus zu distanzieren.
Der amerikanische Kritiker Jason Thompson nennt die Charaktere von Hetalia zwar „gutaussehend und liebenswert unfähig“, die Witze seien jedoch seicht und verbraucht. Für die deutsche Zeitschrift AnimaniA ist Hetalia „ein Manga, den ihr unbedingt gelesen haben müsst“. Die Charaktere sind „sympathisch überzeichnet“ und mit starker Persönlichkeit ausgestattet, sodass bei ihrem Aufeinanderprallen in historischen oder fiktiven Ereignissen der Humor von selbst entstehe: „Sprichwörtlich über Jahrhunderte eingeschliffene Zankäpfel und Hasslieben liefern massenhaft Stoff für die lose zusammenhängenden Gag-Episoden“. Dabei könne jeder an Hetalia Spaß haben, doch manches sei nur mit entsprechenden Geschichtskenntnissen und Urteilssicherheit verständlich. So sei die Serie auch eher für ältere Leser geeignet. Manche Witze seien überstrapaziert oder „verlieren, weil sich die japanischen Nationalklischees nicht immer ganz mit unseren decken.“ Die Zeichnungen variieren stark zwischen „einfachen Strips, in denen mit wenigen Strichen definierte Figuren vor leeren Hintergründen agieren, bis zu hochkomplexen Erzählsträngen, die jedes Detail der Landschaften, Kleidung und Wetterlage einfangen“. Die AnimaniA kritisiert jedoch das schlechte Papier und die daraus folgende schlechte Druckqualität der deutschen Ausgabe. Die Anime-Umsetzung sei nur von mittelmäßiger Qualität.

### Analyse
Die Serie wird als wichtiger Vertreter des Moe-Konzepts gesehen, einem japanischen Begriff für besondere Zuneigung zu fiktiven Figuren sowie damit verbundenen Eigenschaften der Figur. Insbesondere wurde dieses vorher männlichen Zielgruppen vorbehaltene Konzept mit Hetalia erstmals für ein großes weibliches Publikum erschlossen. Auf diese Weise würde das aus dem männlich dominierten Teil der Fankultur entnommene Moe-Konzept erstmals auf Konzepte der weiblichen Yaoi-Fanszene treffen – nur angedeutet in Hetalia selbst und explizit in den Fanwerken. Jason Thompson stellt die Serie in eine Reihe von Moe-Werken, die politische und militärische Themen verniedlichen, trivialisieren und auch dadurch politisch motivierte Kritik auf sich ziehen. Entsprechend der Idee von Moe verbinde die Charaktere von Hetalia nur wenig mit den tatsächlichen Geschichten der Länder. Sie sind stattdessen niedliche und schrullige Akteure der auf Geschichtstrivia und Klischees basierenden Witze und darüber hinaus leicht zu füllende Projektionsfläche für die Fans. So ist Hetalia auch Gegenstand der kritischen Auseinandersetzung mit Moe, wie bei Patrick W. Galbraith und Hiroki Azuma. Dieser sieht wie Joshua Paul Dale in Hetalia ein Beispiel für die Entwicklung weg von großen Erzählungen mit voll entwickelten Charakteren hin zu einfachen, leicht adaptierbaren „Charas“, wie sie auch für das Phänomen Moe zentral sind. Die nur aus einigen Merkmalen ihrer nationalen Klischees und ihrem Äußeren bestehenden Figuren in Hetalia sind solche „Charas“. Für den Umgang mit solchen „Chara“ in der Yaoi-Szene, wo die leicht adaptierbaren Figuren von kreativen Fans in etlichen Geschichten verwendet und dabei vor allem in romantische und sexuelle Beziehungen gesetzt werden, seien die Fanwerke exemplarisch. Die Rezeption gerade in dieser Fanszene werde gefördert durch viele offen gelassene Szenen mit den fast ausschließlich männlichen Charakteren, die zwar nicht sexuell konnotiert sind, sondern sich beispielsweise als Erzählungen von Freundschaft oder Pflichtbewusstsein lesen lassen, aber auch zu homoerotischen Weiterdichtung einladen. Auch gerade die trivialisierte, von allem Negativen befreite Erzählung historischer Ereignisse erleichtere diese Rezeption.
Joshua Paul Dale stellt die Serie auch in die Tradition von Mangas über Geschichte, wie sie sich in der Nachkriegszeit entwickelt haben, jedoch als Abkehr von der früher ernsthaften Vermittlung von Geschichte. Toshio Miyake stellt in seiner Analyse als drei wichtigste Fragen zur Serie: ob Hetalia Anti-Koreanisch ist und negative Seiten der Geschichte ausblendet; ob Hetalia Ausdruck einer unabhängigen, weiblichen Fanszene ist und dabei Teil einer postmodernen, spätkapitalistischen Konsumwelt, Ausdruck des japanischen Umgangs mit transkulturellen multimedialen Werken und dem Schlagwort Cool Japan; und schließlich ob Hetalia das Interesse an Kultur und Geschichte anderer Länder fördert oder für seine Rezipienten nur einfache Unterhaltung und die Fanwerke nur Spielerei sind? Dabei sieht er jede der Perspektiven als legitime Sicht an und konzentriert sich auf eine Betrachtung vor dem Hintergrund des Begriffs Okzidentalismus. Demnach setzen sich Vorstellungen und Machtausübung des Kolonialismus fort, indem die Ideen sich gegenüberstehender, widersprüchlicher Kulturkreise mit „natürlich“ gegebenen Eigenschaften (wie „fortschrittlich“ und „traditionell“, „herrschend“ und „beherrscht“) als Teil unter anderem der Popkultur weiterleben. Eine Vorherrschaft Europas und (Nord-)Amerikas bleibe dabei erhalten, auch durch die freiwillige Unterordnung anderer Staaten. Insbesondere Staaten mit „weißer“ Bevölkerung werden als besonders wichtig wahrgenommen, wie es Studien für die japanische Jugend auch belegen, während andere Weltregionen weitgehend ausgeblendet werden. Miyake sieht dies auch in Hetalia, wo sich nahezu alle Geschichten zwischen den Staaten Europas und den USA sowie zwischen diesen und Japan abspielen. Daneben kommen nur China und noch weniger Korea regelmäßig vor. Auch die aus Leserumfragen bekannte Beliebtheit von Charakteren zeigt eine deutliche Bevorzugung aller „weißer“ Nationen, nach Japan auf Platz 1. Die Darstellung vielfältiger Völker und Nationen in einem einzigen Charakter konzentriere Klischees und die Vorstellungen des Okzidentalismus. So werden die USA, Deutschland und Russland als blonde, starke, aktive Männer dargestellt, Japan einen schüchternen, passiven und unsicheren Charakter hat. Letzteres sieht Miyake als Form von Selbst-Orientalisierung. Diese eurozentrische Perspektive der Serie könne auch eine Erklärung für den schnellen weltweiten Erfolg sein, da sie bereits weit verbreitete Vorstellungen bediene und insbesondere beim europäischen Publikum vertraut ist.
Auch Fanwerke lassen sich vor dem Hintergrund von Okzidentalismus betrachten. Die im Yaoi üblichen Paarbildung aus einem ausdrücklich aktiven und stärkeren und eines passiven und schwächeren Partners zeige in Auswertung der Häufigkeit bei Veranstaltungen, dass Japan stets die Rolle des passiven Partners zufällt. Aktive Partner sind stets Vertreter der westlichen Nationen und generell reproduzieren die häufig vertretenen Paarungen die allgemeinen Vorstellungen vom Machtgefälle zwischen den jeweiligen Nationen. Zugleich steht die homoerotisch aufgeladene Fankultur im Gegensatz zu klassischen Vorstellungen des Okzidentalismus. Zusammen mit der bereits im Werk selbst vorhandenen Verniedlichung der Nationen und der Behandlung von Konflikten als kindlichen Streitereien biete die Serie auch eine ironische Lesart, sei selbst und in ihren Adaptionen in der Fanszene Parodie und Auseinandersetzung mit Stereotypen. Da die Geschichten nur lose zusammenhängen und die Protagonisten wenig Charakterisierung jenseits von Klischees haben, lade Hetalia zu unterschiedlichen Lesarten ein und biete viel Raum für die Verarbeitung in Fanarbeiten. Auch darin kann ein Grund für den Erfolg der Serie gesehen werden. Leserumfragen zeigten, dass den Leserinnen vor allem die Niedlichkeit sowie der Humor der Serie wichtig sind. Motivation sind die Freude an der Parodie, am eigenen Geschichtenerzählen mit den Charakteren und dabei am Spiel mit Geschlechtern und (Homo-)Sexualität, wie es in der Yaoi-Szene allgemein festzustellen. Viele Fans haben kein umfassendes Bild von europäischer Geschichte und auch eher wenig Interesse daran, für die Arbeit an Fanwerken zu Hetalia aber recherchieren Fans Kultur und Geschichte zum und manche reisen in das Land, das Gegenstand einer Erzählung ist. Zusammenfassend, so Toshio Miyake, könne man die Kritik an rassistischen, okzidentalistischen Stereotypen in Hetalia zwar nicht ignorieren, müsse aber auch feststellen, dass die Serie und ihre Fanszene zugleich Ausdruck eines befreiten Umgangs mit Nation, Sexualität, Geschlecht und Subjektivität durch Frauen ist. Viele Konzepte des Okzidentalismus blieben darin jedoch als Subtext erhalten. Joshua Paul Dale sieht den Erfolg der Serie nicht als Weigerung, sich an Verbrechen zu erinnern, sondern als Willen Geschichte nicht immer nur ernst zu nehmen. Und die in der Fanszene geschehende homoerotische Aufladung und Sexualisierung jeglicher Beziehung zwischen Staaten pervertiere geradezu die von Nationalisten beworbene Bindung zwischen dem Individuum und seiner Nation.